# Báo cáo của Ủy ban Tình báo Thượng Nghị viện về Tra tấn do Sở Tình báo Trung ương
Bản báo cáo của Ủy ban Tình báo Thượng viện về Chương trình Giam giữ và Thẩm vấn của Cơ quan Tình báo Trung ương, thường được gọi là Báo cáo về Tra tấn của CIA, là một báo cáo của Ủy ban Đặc biệt về Tình báo của Thượng viện Hoa Kỳ về Chương trình Giam giữ và Thẩm vấn và việc sử dụng các hình thức tra tấn khác nhau (mô tả trong thông cáo của chính phủ Mỹ là "kỹ thuật thẩm vấn tăng cường") các nghi phạm ở nhà tù giữa năm 2001 và 2006.
Bản báo cáo dài 6.000 trang, mất năm năm và 40 triệu USD để biên soạn, đã nêu chi tiết về những hành vi lạm dụng của các quan chức Cơ quan Tình báo Trung ương (CIA) – ngược đãi tù nhân có hệ thống – và nhiều thiếu sót của dự án tạm giam. Ngày 9 tháng 12 năm 2014 - tám tháng sau khi bỏ phiếu để phát hành một so phần của báo cáo - SSCI phát hành một phần dài 525 trang đó bao gồm phát hiện chính và một bản tóm tắt của các báo cáo đầy đủ. Phần còn lại của báo cáo vẫn còn phân loại vì lý do chưa được công bố.
Ngày 9 tháng 12 năm 2014, Ủy ban Tình báo Thượng viện Hoa Kỳ đã công bố một báo cáo về việc CIA ngược đãi những tù nhân bị tình nghi tham gia hoạt động khủng bố và đánh lừa Quốc hội Hoa Kỳ và người dân Mỹ về "hiệu quả của những kỹ thuật thẩm vấn nâng cao" mà cơ quan này sử dụng để tra khảo, bao gồm nhốt vào không gian chật hẹp, không cho ngủ, và bịt mặt dội nước, một kỹ thuật khiến nghi can cảm thấy như đang chết đuối.